# フランク・ソンゴォ
フランク・スティーヴ・ソンゴォ（Franck Steve Songo'o、1987年5月14日 - ）は、カメルーン・ヤウンデ出身の元サッカー選手。現役時代のポジションはMF。
カメルーン代表として活躍したジャック・ソンゴォの息子である。

## 経歴
父の所属していたFCメス、デポルティーボ・ラ・コルーニャの下部組織に所属した後、FCバルセロナのカンテラに移り、リオネル・メッシやセスク・ファブレガス等と共にプレーした。2005年にイングランドのポーツマスFCに移籍し、プロデビューした。その後定位置を確保できずローン生活が続いたが2008年にレアル・サラゴサに移籍した。2010年1月、レアル・ソシエダへレンタル移籍。

## 代表歴
サミル・ナスリ、ハテム・ベン・アルファ、カリム・ベンゼマ、ジェレミー・メネスらと共にUEFA U-17欧州選手権に優勝。その後UEFA U-19欧州選手権予選までフランス代表として出場するも、その後エスポワール（フランスA代表）には招集されず、北京オリンピックを機に、オリンピックカメルーン代表として参加する。2008年9月6日に2010 FIFAワールドカップ・アフリカ予選、対カーボベルデ代表でカメルーン代表デビューを果たす。